# Friedrich Bicknese
Friedrich Hubert Ernst Bicknese (Rotterdam, 13 oktober 1862 - Voorburg, 14 februari 1937) was een Nederlands dirigent, militair kapelmeester, pianist en componist. Naast de muziek beoefende hij ook de schilderkunst (hij kreeg daartoe lessen van Johan Hendrik Doeleman en Johan van Hulsteijn) en het toneel.

## Familie
Hij werd geboren binnen het gezin van Friedrich Hubert Ernst Bicknese en Stina Maria de Jong. Vader was operazanger van Keulse komaf. Hijzelf trouwde met Maria Joanna Hubertina Beers. Een van hun kinderen was oorlogsslachtoffer Fritz Bicknese.

## Vroege jaren
Hij kreeg zijn muzikale opleiding van Wouter Hutschenruyter, Ferdinand Blumentritt en C. Zchoppe. Als jongeling kwam hij als eenvoudig pianist bij café-concert van Donn op de Kruiskade in zijn geboortestad. Reeds vroeg werd zijn muzikaal talent opgemerkt en na korte tijd werd hij benoemd tot repetitor bij de Duitse Opera te Rotterdam. Hij werkte hier met artiesten als Dyna Beumer en Trebelli en het was vooral de in die tijd populaire baszanger Johan Diederich Behrens, die hem als zijn begeleider koos, ook voor zijn tournees door onder meer Noorwegen en Zweden. Na deze tournee kwam hij terug naar Nederland waar hem de dirigeerstok werd aangeboden bij het operettegezelschap van Kreeft en Buderman te Amsterdam. Veel nieuwe operettes werden onder zijn leiding ingestudeerd, waarin onder andere Mina Buderman triomfen vierde.

## Kapelmeester
Later werd hem de functie van kapelmeester van de regimenten infanterie aangeboden, eerst te Leeuwarden, later te Assen. Hij bracht beide orkesten op een hoger peil. Hij introduceerde nieuwe muziek voor die orkesten. Vooral de bekende Parijse componist Gabriel Parès waardeerde dat. Op een concours waaraan hij met zijn kapel deelnam met Parès‘ Rollon behaalde hij niet alleen de eerste prijs, maar tevens een afzonderlijk compliment van de componist voor de voortreffelijke uitvoering.
Hij kwam in 1895 in Assen als kapelmeester van de Stafmuziek, welk korps toen veel kleiner in omvang was dan het tegenwoordige. Bicknese wist het op een hoger peil te brengen. In 1905 nam hij deel aan een algemeen concours voor militaire korpsen in Tilburg. Hij werkte het verplichte concoursmuzieknummer succesrijk om: hij behaalde de eerste prijs met lof en voorts een krans voor het dirigeren. Van 1 april 1911 tot 1 april 1922 was hij ook organist van de Nederlands Hervormde Kerk in Assen.
In 1922 trok hij zich officieel uit het muziekleven terug maar als componist en jurylid bleef hij tot zijn dood nog werkzaam.
In aanvulling op de genoemde werkzaamheden was hij jarenlang muziekrecensent van de Provinciale Drentsche en Asser Courant en zijn kritieken werden zeer gewaardeerd, zowel door de musicerende verenigingen als door de solisten.
Van zijn hand verscheen een aantal composities:
- Suite “Grote Oriëntale”
- Cantate voor solist, koor en orkest (uitgevoerd in 1892 in de Artis-schouwburg)
- Liederen
- Concertfantasie en concertpolonaise
- Kroningsmars
- Fantasie over motieven uit werken van Strauss
- arrangementen voor strijk- en harmonieorkest.